# Seeland, Sachsen-Anhalt

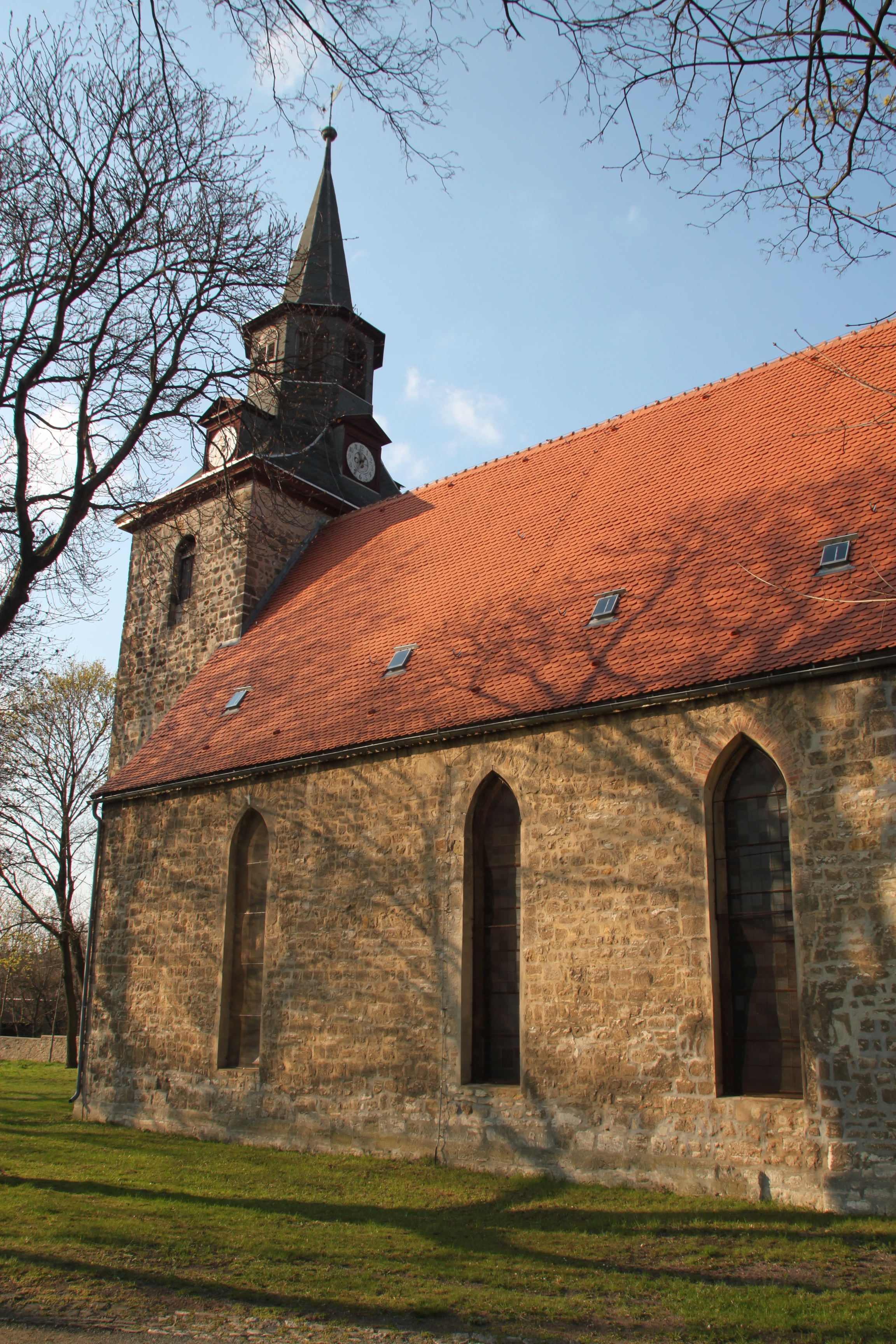
Biserică din Seeland

Seeland este un oraș din Sachsen-Anhalt, Germania. Comunitatea Seeland se află în vestul districtului Salzland. Municipiul este traversat de râul Selke, care se revarsă în râul Bode.